# 端廷赦
端廷赦（1493年—1552年），字世恩，号虹川，直隶當塗縣（今安徽）人。明朝政治人物。

## 生平
正德十一年（1516年）丙子科應天府鄉試第五十三名，正德十六年（1521年）辛巳科進士。历任江西高安縣知縣，“督税宽立三限。”，嘉靖五年（1526年）六月選授湖廣道监察御史，執法如山，曾疏劾武定候郭勋骄横。嘉靖九年巡按浙江，十年（1531年）與譚纘、唐愈賢交率彈劾张璁，张璁被迫辭官還鄉。嘉靖十一年（1532年）出為直隸大名府知府，十四年升陕西苑马寺少卿，去职。十六年詔令起用，十八年升任河南信陽兵备副使，历升顺天府府丞，二十三年二月升都察院右佥都御史、巡抚山东，二十四年十二月升左副都御史，丁忧归。二十八年十一月起任河南巡抚左副都御史，二十九月七月升户部右侍郎，十月升本部左侍郎、总督仓场督理西苑农事，三十年三月升南京都察院右都御史，三十一年七月卒，賜祭葬。

## 家族
曾祖父端厚，封監察御史；祖父端宏，曾任浙江布政司左布政使；祖母张氏，封孺人；父親端文用（1458年-1495年），字國華，號九峰，弘治八年父亲去世，哀伤过度，亦于同年病逝。母唐氏（1457年-1546年），封太恭人。慈侍下。兄廷辅（義官）、廷佐（莆田训导）、廷和（義官）。